# Чагуарамас
Чагуарамас (исп. Chaguaramas, Произношениео файле) — населённый пункт на острове Тринидад. Расположен в регионе Диего-Мартин в 14 км от Порт-оф-Спейна.
Чигуарамос известен тем, что с 3 января 1958 года по 31 мая 1962 года де-юре был столицей Федерации Вест-Индии. Однако, рядом с 1940-х существовала американская военно-морская база и на практике главным городом был Порт-оф-Спейн. В 1973 году был подписан Чагуарамасский договор о создании Карибского сообщества. В 1999 году в Чигуарамасе был проведён конкурс Мисс Вселенная.
В окрестностях Чагуарамоса сохранились сухие леса Тринидада и Тобаго.

## Галерея

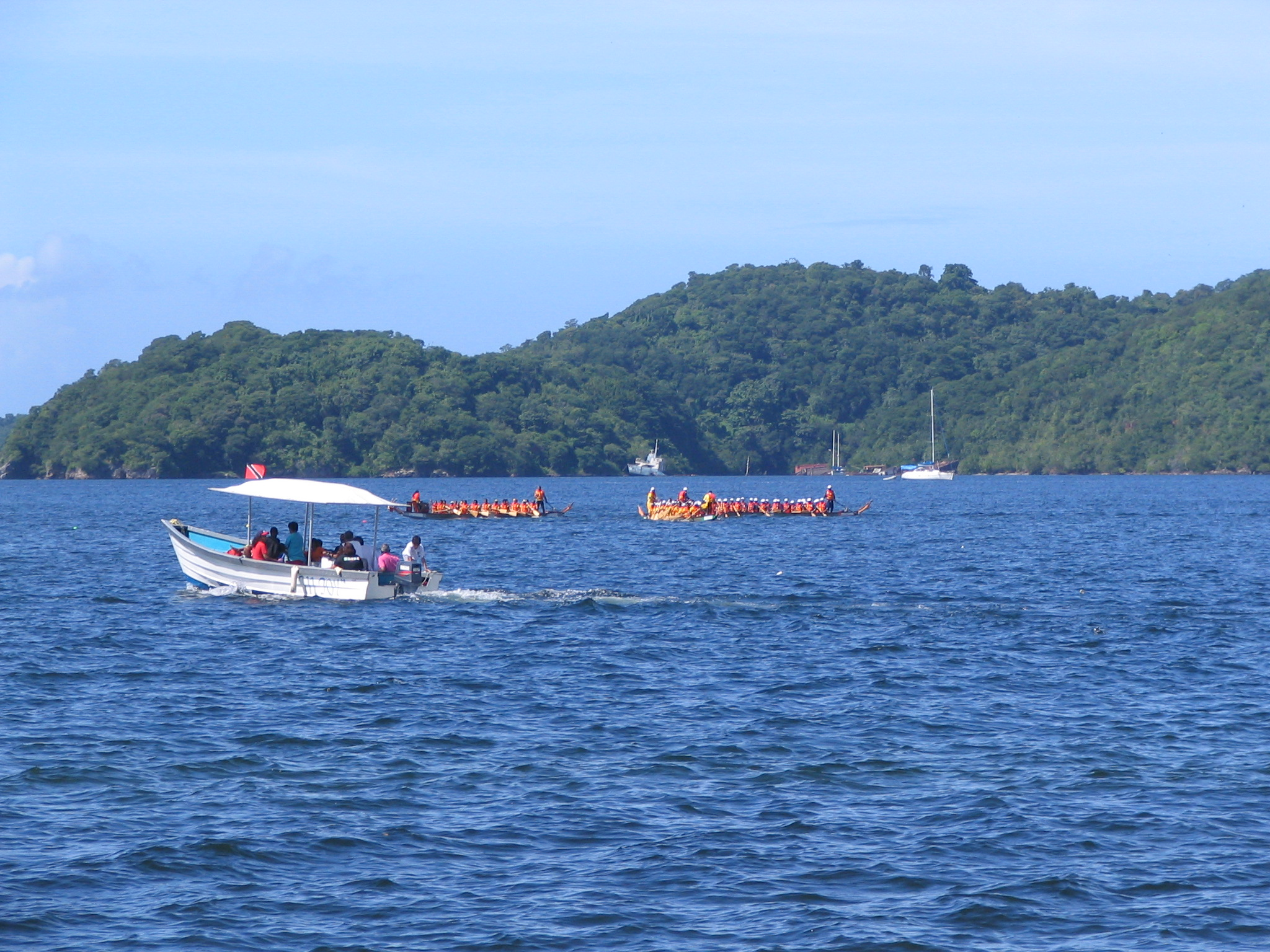
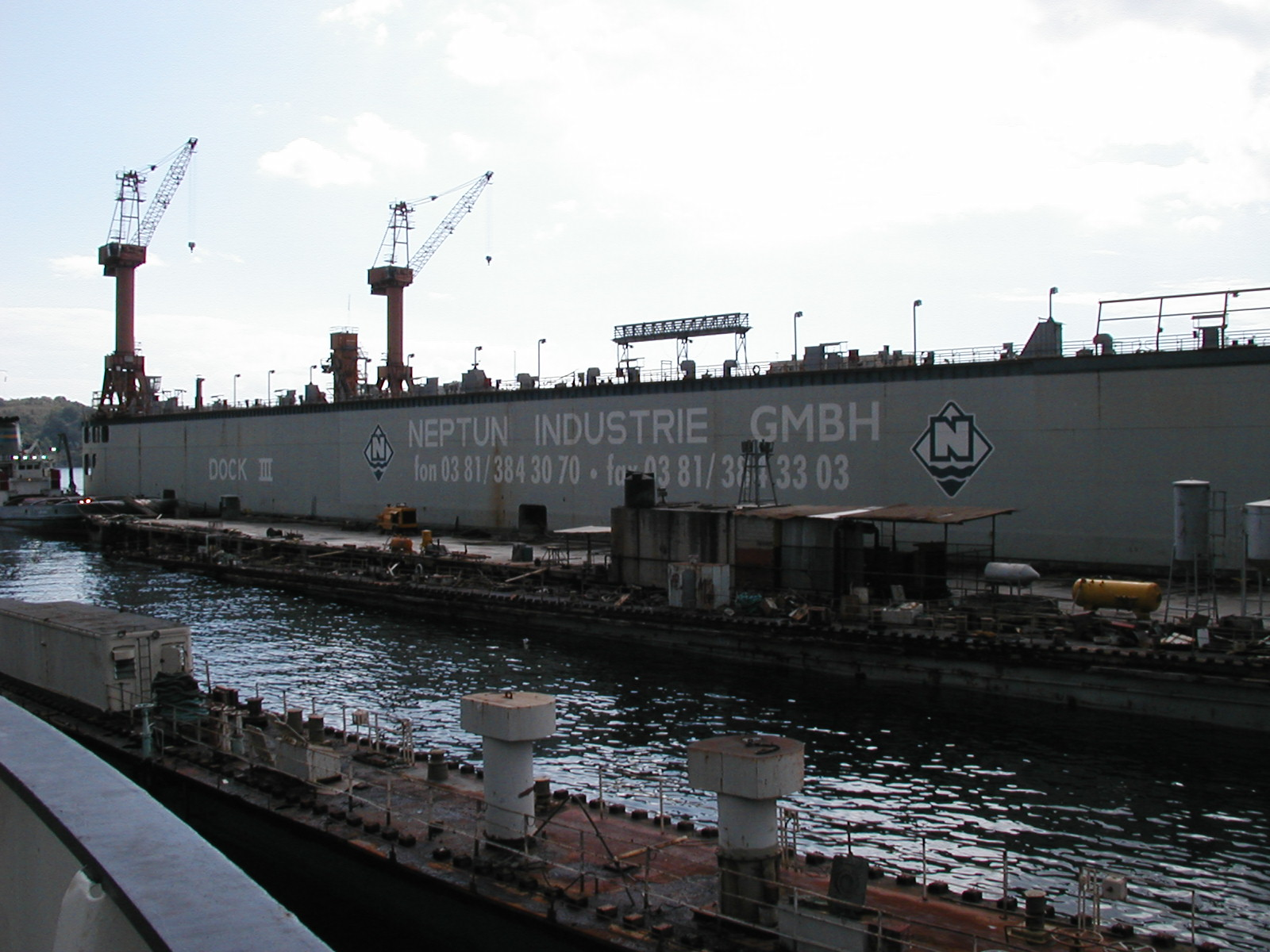
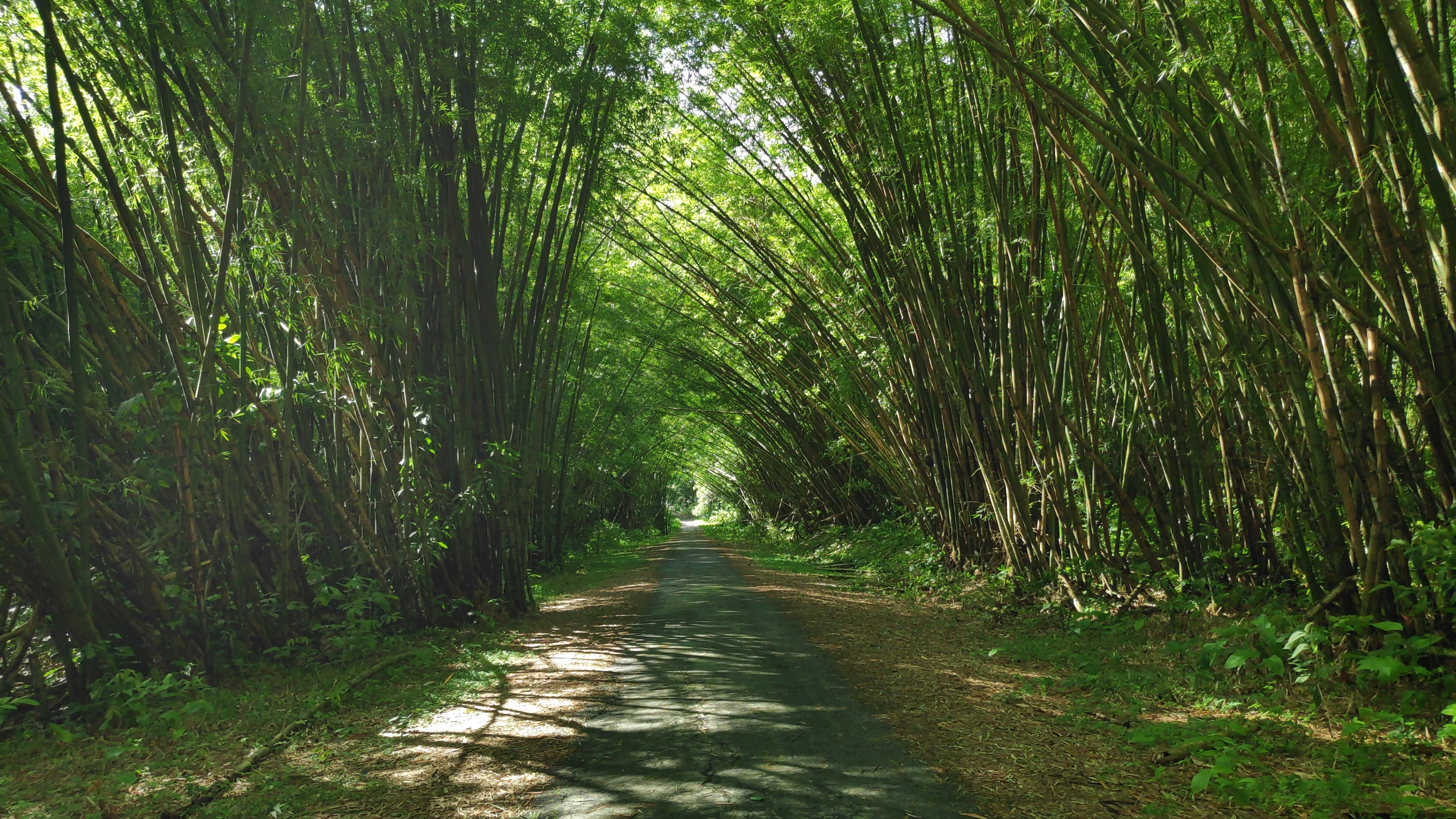
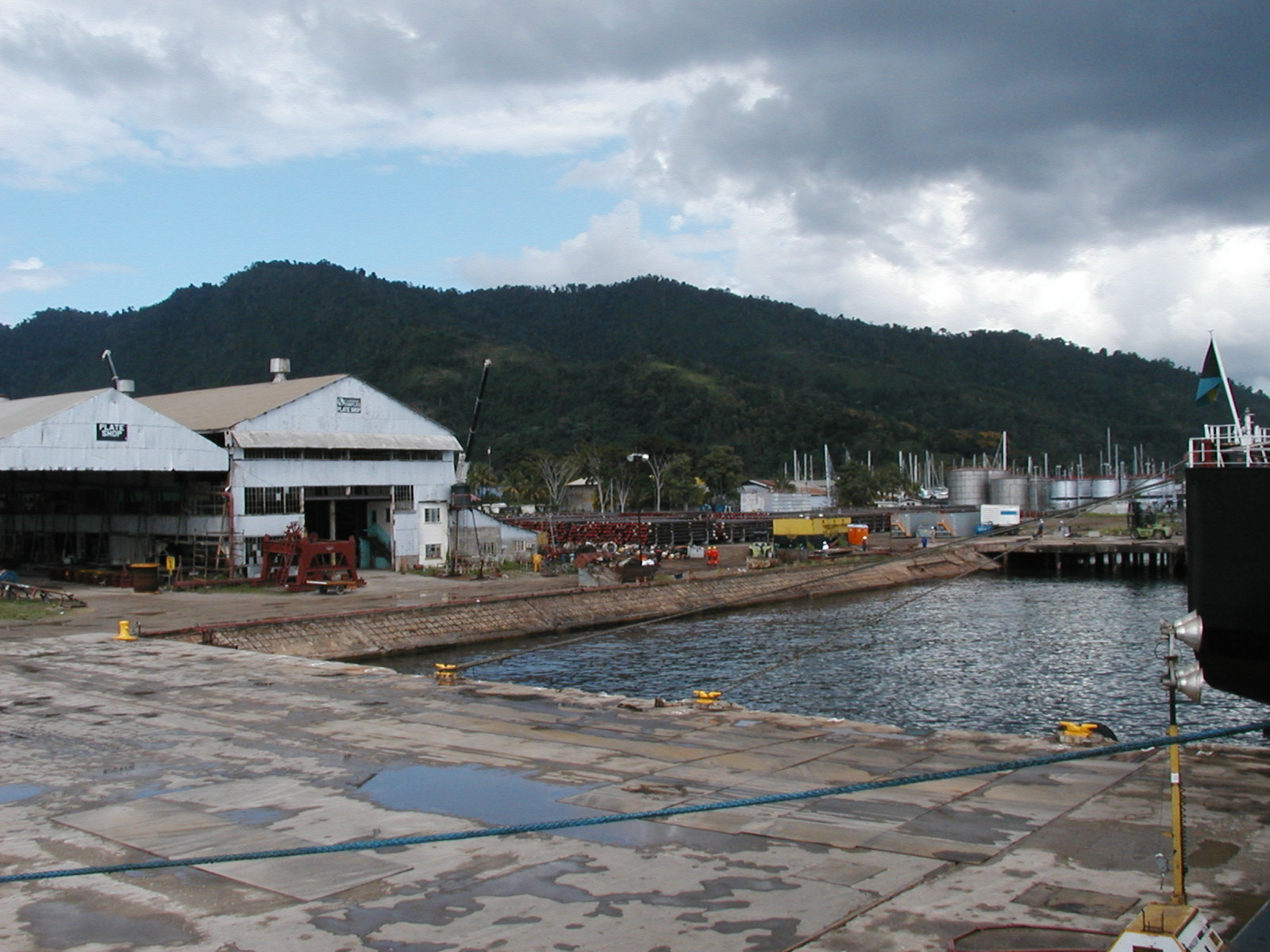
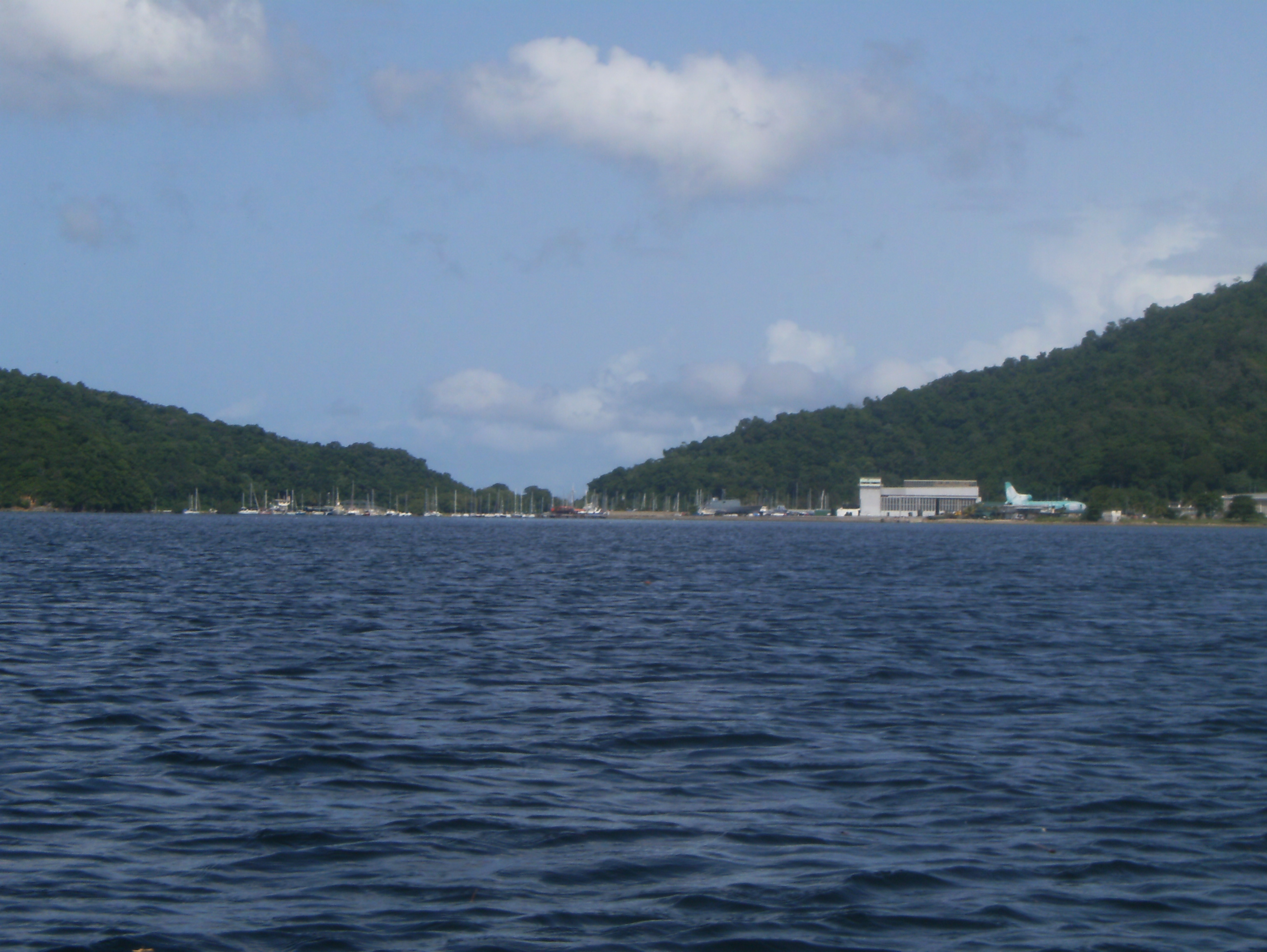